# Олександр Ахматович
Олександр Алі Ахматович (пол. Aleksander Achmatowicz; 1 грудня 1865, Османівка, Ошмянський повіт, Віленська губернія, Російська імперія — 7 березня 1944, Ченстохова) — польський правник, політик, державний діяч, міністр юстиції Першого кримського крайового уряду (1918) та Серединної Литви, сенатор Польської Республіки (1928—1930).

## Життєпис
Представник польсько-литовського татарського княжого роду герба Ахмат. Син військового юриста Мацея та його дружини Гелени, уродженої Туган-Барановської.
Навчався у гімназії у Вільно, де потоваришував із Броніславом та Юзефом Пілсудськими. Його відрахували з гімназії за виступи проти уряду.
Закінчив курс середньої школи у приватній гімназії Санкт-Петербурга (1886). У 1886—1890 роках вивчав право в Імператорському Варшавському університеті.
Після закінчення університету працював у судовій системі Віленської губернії, з 1909 року — у судових органах Варшави. У 1914—1917 роках — заступник голови цивільного департаменту Урядового сенату в Санкт-Петербурзі та прокурор Касаційного суду Королівства Польського.
Після революції в Росії в 1917—1918 роках був головою Союзу татар Польщі, Литви, Білорусі та України. Віце-президент Товариства рееміграції поляків із Росії (1917—1918).
У 1918 році обійняв посаду міністра юстиції Першого кримського крайового уряду Матвія Сулькевича.
Восени 1918 року, після виходу з Криму німецьких окупаційних військ, пронімецький уряд Матвія Сулькевича подав у відставку. 1919 року переїхав і оселився в Польщі. Ініціював створення татарського кінного полку, що здебільшого складається з польсько-литовських татар, що взяв участь у Київській операції Війська польського (1920), в якому 1920 року служили його сини.
Був головою Апеляційного суду прикордонних земель, директором відділу юстиції Тимчасової керуючої комісії Серединної Литви, головою Касаційного суду Серединної Литви, віце-президентом Юридичного товариства у Вільно. 1923 року організував і головував на засіданні Всепольського мусульманського конгресу у Вільно. Голова комісії з підготовки статуту мусульманської конфесії у Польщі (1923—1926).
У 1928—1930 роках обирався сенатором II Польської Республіки за списком Безпартійного блоку співпраці з урядом.
Автор низки робіт з цивільного права та правових аспектів Корану.
Він одружився з Емілією Нажман Бек-Олешкевич-Кричинською (померла 1911 року), дочкою Самійла, генерала російської служби. У них було шестеро синів і дві дочки: Богдан (помер у 1916 році); Леон (помер у 1974 році в Канаді), хірург, солдат II польського корпусу в Італії; Олександр (Іскандер, помер у червні 1941 року), лейтенант Війська Польського, суддя, убитий у Білорусі; Матвій (помер у дитинстві); Константій (Керім, помер, ймовірно, після 24 червня 1941 року в СРСР), другий лейтенант Війська Польського, суддя, заарештований НКВС; Осман (помер у 1988 році), хімік, член Польської академії наук; Гелена, у шлюбі — Родкевич (померла у вересні 1942 року), розстріляна разом з чоловіком і сином радянськими партизанами під Лідою; Тамара (I шлюб з Анатолієм Кричинським, II шлюб з Александром Сулькевичем), яка після Другої світової війни оселилася в Лондоні.
Помер у 1944 році в Ченстохові. Пізніше ексгумований і похований на Мусульманському татарському цвинтарі у Варшаві.